# 陰德一
HD 91190，又名BD+76 393，SAO 7164、HR 4126，是一颗恒星，视星等为4.84，位于銀經133.12，銀緯38.59，其B1900.0坐标为赤經10h 26m 36.2s，赤緯+76° 38.59′ 42″。
此恒星是一颗双星，伴星HD 91114为7.11等，而主星为5.39等。